# Gustav Brauns (Buchhandlung)
Gustav Brauns war die Firmenbezeichnung einer in der ersten Hälfte des 19. Jahrhunderts in Leipzig gegründeten Buchhandlung und agierte als Sortimentsbuchhandel und vielfacher Kommissionsbuchhandel auch für andere Unternehmen.

## Geschichte

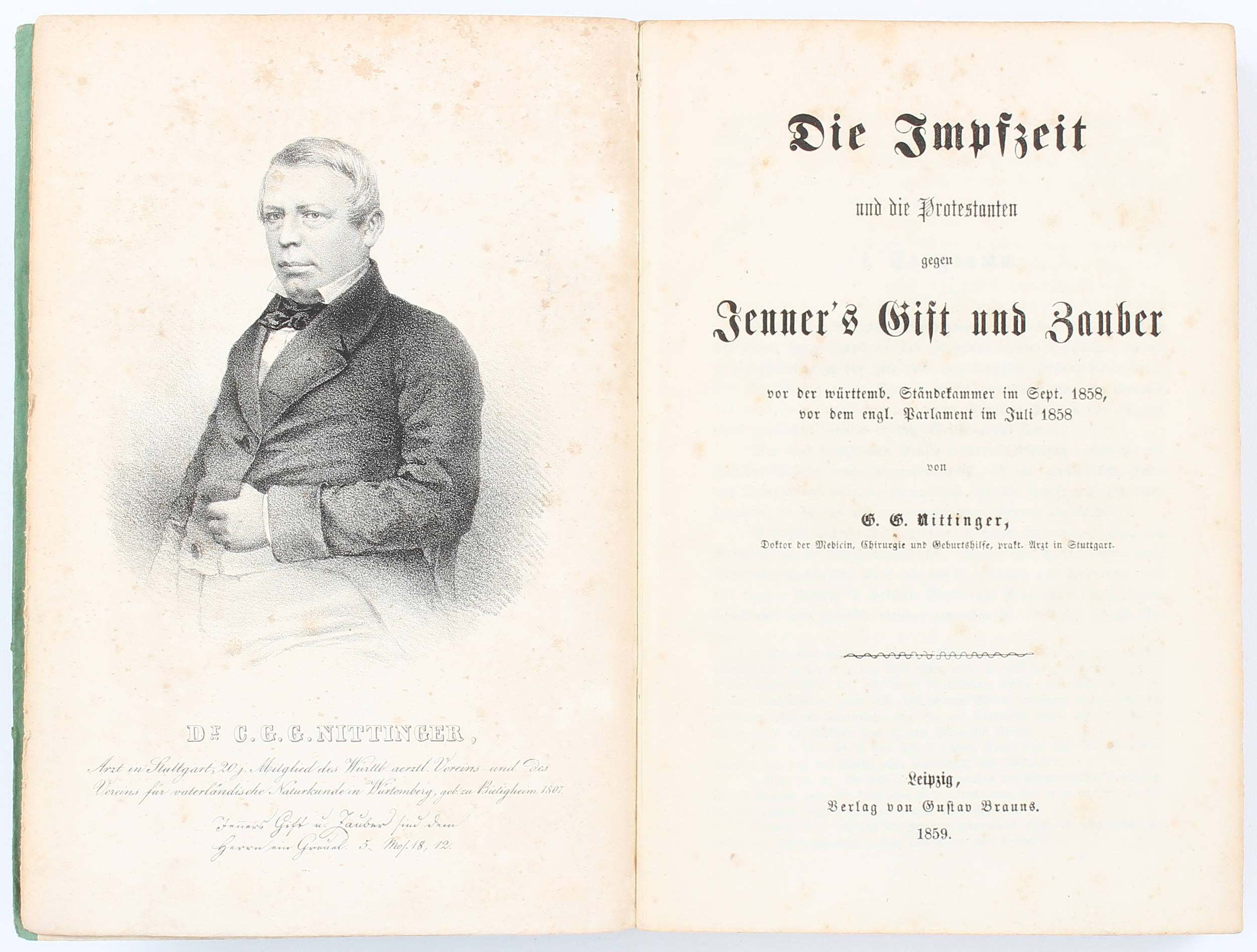
Frontispiz mit einem lithografierten Brustbild des Arztes und Impfgegners C. G. G. Nittinger mit dem 1859 im Verlag Gustav Brauns publizierten Titel Die Impfzeit und die Protestanten gegen Jenner's Gift und Zauber

Vorgängerin des Braunschen Unternehmens war die am 1. Juli 1841 gegründete J. C. Theile's Buchhandlung, die wiederum aus der Lehnhold'schen Buchhandlung hervorgegangen war. Spätere, eigene Angaben der Firma Gustav Brauns gaben zudem das Gründungsdatum 1818 an, dem Gründungsjahr der der Lehnholdschen Buchhandlung vorangegangenen C. H. F. Hartmann.
Mit ihrem Sitz im Hause Silberner Bär in der Leipziger Universitätsstraße übernahm Friedrich Wilhelm Gustav Brauns (1820–1890) am 10. Februar 1844 die Theilsche Buchhandlung und firmierte seitdem als Gustav Brauns.
Schon in der Anfangszeit der Buchhandlung war Brauns Mitglied im Börsenverein der Deutschen Buchhändler zu Leipzig und stand für unaufgefordert übersandte „Neuigkeiten“ zwecks Erweiterung des Sortiments offen.
Anfang der 1880er Jahre war Gustav Brauns Kommissionär für sämtliche über den Gesamt-Verlags-Katalog des deutschen Buchhandels angebotenen Werke des in Berlin sitzenden Königlich Preußischen Hoffotografen Heinrich Schnaebeli.
In der Nachkriegszeit verfasste Albrecht Brauns am 7. August 1945 auf Postkarten-Vordruck der Firma Gustav Brauns, die nun in Czermaks Garten 2–4 an der Leipziger Querstraße angesiedelt war, als Sammler von „Ortsausgaben“ ein Schreiben an den Sammlerkollegen „Prof. Dr. Krause“.

## Kommittenten (Auswahl)
Kommittenten Brauns waren unter anderem:
- Beneke & Oldemeyer[2]

## Schriften (Auswahl)
- Kataloge und Prospekte, 1844, 1847 und 1870[5]

## Archivalien
Archivalien von und über die Buchhandlung Gustav Brauns finden sich beispielsweise
- als zuletzt 5 Verlagskataloge Brauns aus dem 19. Jahrhundert, die heute zu den Archivalien der Bibliothek des Börsenvereins der Deutschen Buchhändler zu Leipzig zählen[6]
- als von Albrecht Brauns unterzeichnete Postkarte auf Vordruck Gustav Brauns, Buchhandlung, Kommissionsgeschäft, Leipzig an „Prof. Dr. Krause“, Sächsisches Wirtschaftsarchiv, Archivsignatur BK 2458[3]